# Haplologie
În lingvistică, haplologia (din el  ἁπλόος haploos „simplu” + λόγος logos „vorbire”) este o schimbare fonetică, un tip de disimilație, care constă în căderea unuia din sunetele sau grupurile de sunete succesive, identice sau asemănătoare, dintr-un cuvânt sau din cuvinte învecinate.

## Exemple de haplologie în câteva limbi
Segmente identice sau asemănătoare au apărut în general între morfeme în cursul formării de cuvinte prin compunere sau derivare, apoi unele cuvinte rezultate au evoluat în aceeași limbă fiind afectate de haplologie, eventual pe lângă alte schimbări fonetice. De exemplu, în limba latină, cuvântul nutrīx „doică” ar fi evoluat dintr-o formă neatestată *nutrītrīx, sau cuvântul labilis „labil” din labibilis.
Unele cuvinte neafectate de haplologie au fost împrumutate de alte limbi și au fost integrate inclusiv prin haplologie. De pildă, în limba franceză din Evul Mediu, cuvântul din latina Bisericii Catolice idololatria a fost adoptat în forma idôlatrie „idolatrie”.
Haplologia s-a aplicat în formarea de cuvinte și în perioade relativ recente ale istoriei limbilor. De exemplu, cuvinte devenite internaționale ca ro  tragi-comic, cf. fr  tragi-comique; fr  tragi-comédie, ru  трагикомедия (traghikomedia), s-au format prin compunere din cuvintele corespunzătoare lui tragic și comic, respectiv comedie, prin procedeul obișnuit în limbile romanice, cu vocala de legătură -o-, ceea ce a dat în franceză tragico-comique și tragico-comédie. Haplologia a făcut din acestea formele consacrate de standardele actuale.
Cazuri de haplologie între un cuvânt bază și un afix de derivare sunt, de exemplu:
fr  analyse „analiză” + -iste > analyste „analist” (suprimarea lui i din sufix);
en  prevent „a preveni” + -ative > preventative > preventive „preventiv” (suprimarea grupului at din sufix);
ru  розов(ый) [rozov(îi)] „roz” + -оват (-ovat) > розововатый (rozovovatîi) > розоватый (rozovatîi) (suprimarea unuia din grupurile ov) „rozaliu”;
hu  ok + vet + -etlen > okvetetlen > okvetlen (suprimarea unuia din grupurile et) „absolut necesar”.
hr  bez- „fără” + zakonit „legal” > bezzakonit > bezakonit „ilegal”.
Unele cuvinte compuse există în varietatea standard a limbii, chiar și în terminologia lingvistică, în variante cu și fără haplologie, bunăoară însuși termenul en  haplogy < haplology, sau termenul fr  morphonologie < morphophonologie „morfofonologie”.
Haplologia are și aplicații sintactice, între cuvinte care se succed în sintagme. În franceza standard, de exemplu, se spune Il écrit dans Le Monde „El scrie în (ziarul) Le Monde”, deși normal ar fi … dans le Le Monde, primul le fiind articolul hotărât care se folosește în mod obișnuit după prepoziție, iar al doilea le făcând parte din numele ziarului. De asemenea, din construcția care ar fi în mod normal J’y irai „Voi merge acolo”, se elimină prin haplologie y, forma standard fiind j’irai. Un exemplu de haplologie în cazul unor segmente nu identice, ci numai asemănătoare este eliminarea pronumelui personal neaccentuat complement direct înaintea celui complement indirect, ambele de persoana a treia, eliminare care în mod normal nu are loc: Ma chère maman, si jolie, si élégante, et qui me plaisait tant sans que j’ose lui dire, în loc de … le lui dire „Mama mea dragă, atât de drăguță, atât de elegantă, și care îmi plăcea atât de mult fără să îndrăznesc să-i / să i-o spun” (Paul Léautaud).
Cazurile de haplologie de mai sus, fiind standard, sunt redate și de scrierea corectă a limbilor respective. Există totuși cazuri, tot în standard, când haplologia nu apare în scris. Astfel este eliminarea hiatului între vocale identice sau foarte asemănătoare în franceză. Un exemplu este în propoziția Il va à Arras „El merge la Arras”, în care cele două hiaturi dintre cei trei [a] succesivi se elimină prin haplologie, cu lungirea unui singur [a]: [ilvaːʁɑs].
Haplologia este prezentă și în varietăți de limbă nestandard, de exemplu în registrul de limbă familiar sau în cel popular, ori ca fenomen individual în vorbirea fluentă și rapidă. Aceasta este redată în scris numai în scop stilistic. Exemple:
ro  jumate < jumătate;
fr  pa < papa „tati”, lycéen [liˈsɛ̃] < [liseˈɛ̃] (vocală în hiat);
en  library [ˈlaɪbrɪ] < [ˈlaɪbrərɪ] „bibliotecă”.
hr  Tankosa (prenume feminin) < Tankokosa „cu părul fin” < tanka „subțire, fină” + kosa (feminin singular) „păr”.